# Jeanette Möller
Johanna Desideria (Jeanette) Möller, född Holmlund den 5 januari 1825 i Stockholm, död den 25 mars 1872, var en svensk konstnär. Hon var syster till konstnären Josefina Holmlund.  
Hon blev år 1849 en av fyra kvinnliga elever som fick dispens att studera på svenska Konstakademien, som då normalt sett var stängd för kvinnliga elever; de övriga var Amalia Lindegren, Agnes Börjesson och Lea Ahlborn. Hon studerade sedan i Paris 1851–54 som elev till genremålaren Benjamin Vautier. År 1858 flyttade hon till Düsseldorf. År 1861 blev hon agré vid Kungliga Akademien för de fria konsterna.
Bland hennes konstnärliga arbeten märks Shakespeare i sin studerkammare, Läsande munk, Sömmerska insomnad vid sitt arbete, Meditation och Flicka som matar höns. Möller finns representerad vid bland annat Göteborgs konstmuseum och Nationalmuseum i Stockholm.
Möller gifte sig 1860 med den norske landskapsmålaren Niels Bjørnson Møller från Drammen. Deras dotter gifte sig med nationalekonomen Gustav Cassel.